# Ocupação estadunidense da Nicarágua
A ocupação da Nicarágua pelos Estados Unidos de 1912 a 1933 foi parte de um conflito maior conhecido como Guerras das Bananas. A ocupação militar começou formalmente em 4 de agosto de 1912, apesar de várias outras operações ocorrerem antes da invasão em grande escala.
As intervenções militares na Nicarágua foram destinadas a impedir a construção do Canal da Nicarágua por qualquer nação, com exceção dos Estados Unidos. A Nicarágua assumiu um estatuto de quase-protetorado sob o Tratado Bryan-Chamorro de 1916. A ocupação terminou com Augusto César Sandino, um revolucionário nicaraguense, liderando exércitos de guerrilha contra as tropas norte-americanas. Além disso, com o início da Grande Depressão, tornou-se dispendioso para o governo estadunidense manter sua ocupação; dessa forma, as tropas foram retiradas em 2 de janeiro de 1933.

## Conflito

### Rebelião de Estrada
Em 1909, o presidente da Nicarágua, José Santos Zelaya do Partido Liberal Constitucionalista enfrentava a oposição do Partido Conservador, liderado pelo governador Juan José Estrada de Bluefields que recebia o apoio do governo estadunidense. Os Estados Unidos haviam limitado presença militar na Nicarágua, tendo apenas um navio Marinha dos Estados Unidos patrulhando ao largo da costa de Bluefields, a fim de proteger vidas e os interesses dos cidadãos estadunidenses que viviam ali. O Partido Conservador pretendia derrubar Zelaya, o que levou à rebelião de Estrada em dezembro de 1909. Dois estadunidenses, Leonard Groce e Lee Roy Cannon foram capturados e acusados por supostamente aderir à rebelião e plantar minas. Zelaya ordenou a execução dos dois e rompeu relações com os Estados Unidos.
As forças de Chamorro e do General Juan Estrada, cada um liderando revoltas conservadoras contra o governo de Zelaya, haviam capturado três pequenas cidades na fronteira com a Costa Rica e estavam fomentando uma rebelião aberta na capital, Manágua. navios de guerra estadunidenses à espera fora do México e Costa Rica  foram colocados em posição. 

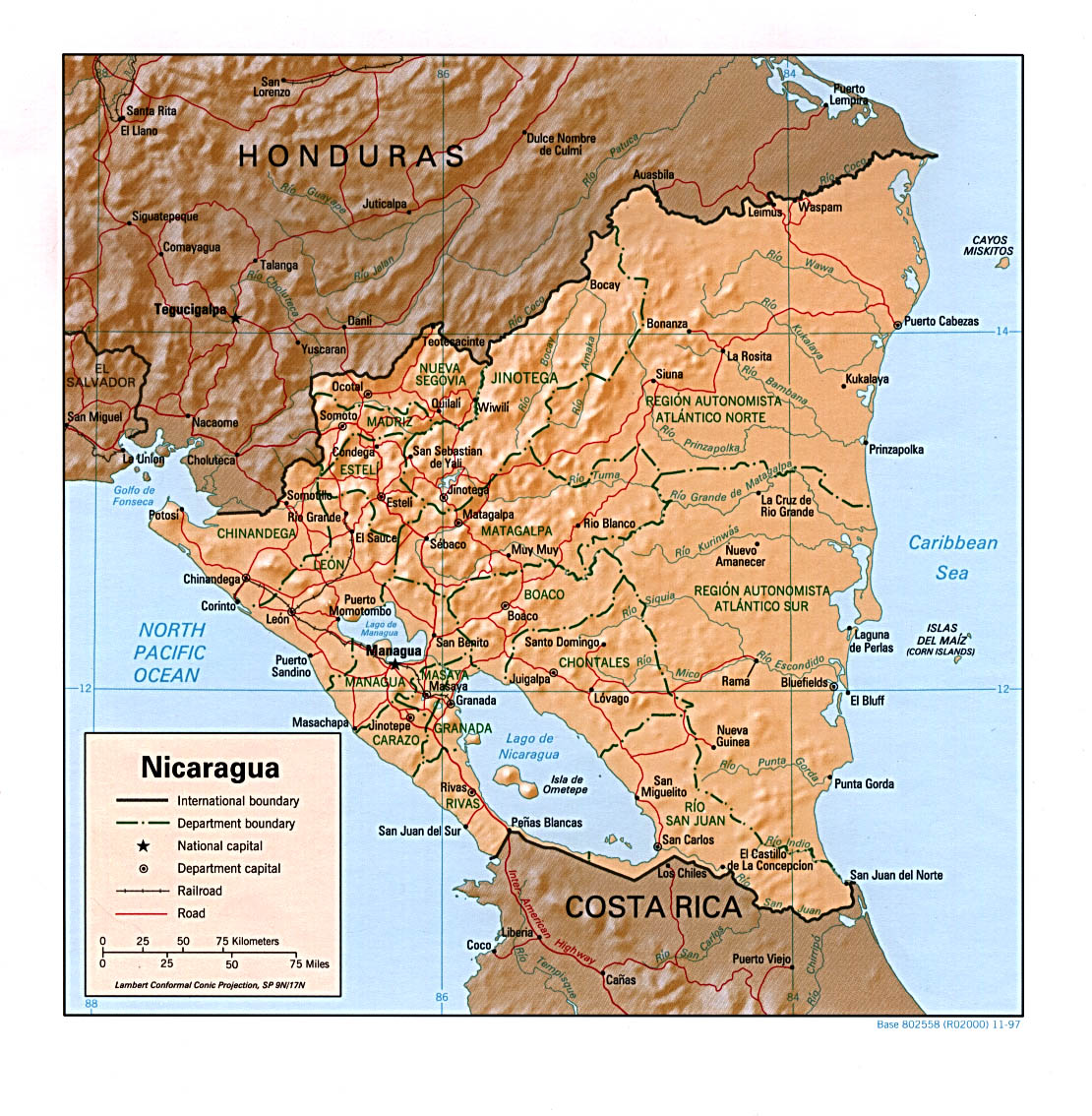
Mapa da Nicarágua

Zelaya renunciou em 14 de dezembro de 1909   e seu sucessor escolhido a dedo, José Madriz, foi eleito pelo voto unânime liberal da assembléia nacional da Nicarágua em 20 de dezembro. O Secretário de Estado dos Estados Unidos, Philander C. Knox advertiu que os Estados Unidos não iriam retomar as relações diplomáticas com a Nicarágua até que Madriz demonstrasse que se tratava de um "governo responsável... disposto a fazer reparações pelos seus erros" cometidos para os cidadãos norte-americanos.  Em seu pedido de asilo concedido pelo México, Zelaya foi escoltado por uma guarda armada para a canhoneira mexicana General Guerrero e partiu de Corinto para Salina Cruz no México, na noite de 23 de dezembro, com o Albany na escolta, mas não agindo. 
Como uma capitânia do Esquadrão Expedicionário da Nicarágua, sob o almirante William W. Kimball, o Albany passou os próximos cinco meses na América Central, principalmente em Corinto, mantendo a neutralidade na rebelião em andamento, às vezes sob críticas por parte da imprensa dos Estados Unidos e interesses comerciais que estavam incomodados com a atitude "amigável" de Kimball para a administração liberal de Madriz. Em meados de março de 1909, a insurgência liderada por Estrada e Chamarro entrou convenientemente em colapso e com a resistência evidente e inesperada de Madriz, os Esquadrão Expedicionário da Nicarágua dos Estados Unidos completou a sua retirada das águas da Nicarágua. 
Em 27 de maio de 1910, o Major do Corpo de Fuzileiros Navais dos Estados Unidos, Smedley Butler, chegou na costa da Nicarágua com 250 fuzileiros navais, com a finalidade de garantir a segurança em Bluefields. O Secretário de Estado dos Estados Unidos, Philander C. Knox, condenou as ações de Zelaya, favorecendo Estrada. Zelaya sucumbiu à pressão política estadunidense e fugiu do país, deixando José Madriz como seu sucessor. Madriz, por sua vez teve de enfrentar um avanço das revigoradas forças rebeldes do leste, que culminou com a sua renúncia. Em agosto de 1910, Juan Estrada tornou-se presidente da Nicarágua, com o reconhecimento oficial dos Estados Unidos. 

### Rebelião de Mena
A administração de Estrada permitiu ao presidente William Howard Taft e ao secretário de Estado Philander C. Knox aplicar a política da Diplomacia do Dólar. O objetivo era minar a força financeira europeia na região, que ameaçava interesses estadunidenses para a construção de um canal no istmo, e também proteger o investimento privado norte-americano na exploração dos recursos naturais da Nicarágua. A política abriu as portas para os bancos estadunidenses a emprestar dinheiro para o governo da Nicarágua, garantindo aos Estados Unidos o controle sobre as finanças do país.:143
Em 1912, o conflito político contínuo na Nicarágua entre as facções liberais e conservadoras se deteriorou a tal ponto que os investimentos estadunidenses pela Diplomacia do Dólar do presidente William H. Taft incluindo empréstimos substanciais para o frágil governo de coalizão do presidente conservador Juan José Estrada estavam em perigo. O Ministro da Guerra, General Luis Mena Vado, obrigou Estrada a renunciar. Ele foi substituído por seu vice-presidente, o conservador Adolfo Díaz. 
A relação de Díaz com os Estados Unidos levou a um declínio em sua popularidade na Nicarágua. Os sentimentos nacionalistas surgiram no exército nicaraguense, incluindo Luis Mena, o Secretário de Guerra. Mena conseguiu conquistar o apoio da Assembleia Nacional, acusando Díaz de "vender o país para os banqueiros de Nova York". Díaz pediu auxílio ao governo estadunidense, quando a oposição Mena se transformou em rebelião. Knox apelou ao presidente Taft para a intervenção militar, argumentando que a ferrovia nicaraguense de Corinto a Granada estava ameaçada, interferindo com os interesses dos Estados Unidos.:144
Em meados de 1912, Mena persuadiu a assembleia nacional da Nicarágua para nomeá-lo sucessor de Díaz quando o mandato de Díaz expirasse em 1913. Quando os Estados Unidos se recusaram a reconhecer a decisão do assembléia da Nicarágua, Mena se rebelou contra o governo Díaz. Uma força liderada pelo general liberal Benjamín Zeledón, com a sua fortaleza em Masaya, rapidamente chegou para auxiliar Mena, cuja sede ficava em Granada.
Díaz, contando com o apoio tradicional do governo estadunidense a facção conservadora nicaraguense, deixou claro que não poderia garantir a segurança dos cidadãos e bens estadunidense na Nicarágua e solicitou intervenção dos Estados Unidos. Nas duas primeiras semanas de agosto de 1912, Mena e suas forças capturaram navios a vapor no Lago Manágua e no Lago Nicarágua, que pertenciam a uma companhia ferroviária dirigida pelos interesses dos Estados Unidos. Os insurgentes atacaram a capital, Manágua, submetendo-a a um bombardeio de quatro horas. O ministro estadunidense George Wetzel telegrafou para Washington para enviar tropas para proteger a embaixada dos Estados Unidos. 
Na época que a revolução eclodiu, a canhoneira USS Annapolis (PG-10) da Frota do Pacífico estava em patrulha rotineira na costa oeste da Nicarágua. No verão de 1912, 100 fuzileiros navais estadunidenses chegaram a bordo do USS Annapolis. Eles foram acompanhados pelo retorno de Smedley Butler do Panamá com 350 fuzileiros navais. O comandante das forças americanas era o almirante William Henry Hudson Southerland, que juntou-se ao coronel Joseph Henry Pendleton e 750 fuzileiros navais. O objetivo principal foi assegurar a estrada de ferro de Corinto a Manágua.

### Ocupação de 1912
Dos 1.100 membros do exército dos Estados Unidos que intervieram na Nicarágua, 37 foram mortos em ação. Uma vez que o poder estava novamente nas mãos de Díaz, os Estados Unidos passaram a retirar a maioria de suas forças do território nicaraguense, deixando cem fuzileiros navais para "proteger a embaixada norte-americana em Manágua." A presença estadunidense na Nicarágua permitiu a manutenção da paz por cerca de 15 anos, garantindo a influência dos Estados Unidos na política e na economia do país.

### Ocupação de 1927
Uma guerra civil eclodiu entre as facções liberais e conservadoras em 2 de maio de 1926, com os liberais capturando Bluefields e José María Moncada Tapia capturando Puerto Cabezas em agosto. :291 O Dr. Juan Bautista Sacasa declarou-se presidente constitucional da Nicarágua em Puerto Cabezas em 1 de dezembro. :292 Após a renúncia de Emiliano Chamorro Vargas, o Congresso da Nicarágua selecionou Adolfo Diaz como designado, que, em seguida, solicitou a intervenção do presidente Calvin Coolidge. .:292-293 Em 24 de janeiro de 1927, os primeiros elementos das forças estadunidenses chegaram, com 400 marines. :293
As forças do governo foram derrotadas em 6 de fevereiro em Chinandega, seguido de mais uma derrota em Muy Muy, levando-nos desembarques marinhos em Corinto e ocupação do Forte de La Loma em Manágua. :294-295 O Esquadrão de Observação Ross E. Rowell  chegou em 26 de fevereiro, o qual incluiu DeHavilland DH-4.:296 Em março, os estadunidenses tinham 2.000 soldados na Nicarágua, sob o comando do General Logan Feland.:297 Em maio, Henry Stimson intermediou um acordo de paz que incluía o desarmamento e prometeu eleições em 1928. :297-299 No entanto, o comandante liberal Augusto César Sandino, e 200 de seus homens recusaram-se a abandonar a revolução.:299
Em 30 de junho, Sandino tomou a mina de ouro de San Albino, condenou o governo conservador, e atraiu recrutas para continuar as operações.:308 No mês seguinte, ocorre a Batalha de Ocotal. Apesar do conflito adicional com os rebeldes de Sandino, os Estados Unidos supervisionaram eleições que foram realizadas em 4 de novembro de 1928, com Moncada como o vencedor.:349 Manuel Giron foi capturado e executado em fevereiro de 1929, e Sandino retirou-se por um ano no México.:350-351
A administração Hoover iniciou a retirada estadunidense de tal modo que por fevereiro de 1932, apenas 745 homens permaneceram.:354  O Dr. Juan Sacasa foi eleito presidente na eleição de 6 de novembro de 1932.:359 A Batalha de El Sauce foi o último grande engajamento da intervenção dos Estados Unidos. :360